# Bíblia Enfatizada
A Bíblia Enfatizada de Rotherham é uma tradução inglês da Bíblia que usa vários métodos, tais como “idioma enfático" e marcas diacríticas especiais, para trazer as nuances dos subjacentes textos hebraico, aramaico e grego. Estes mecanismos foram empregados pelo tradutor para ajudar o leitor a identificar a que palavras ou expressões se dava ênfase especial no texto grego.
Foi produzida por Joseph Bryant Rotherham, um britânico, estudioso da Bíblia e ministro da Igrejas de Cristo. Descreveu o seu objetivo de "colocar o leitor dos tempos atuais, em uma posição de compreensão tão boa como a que ocupou o leitor dos escritos apostólicos do primeiro século”.
O Novo Testamento Critico  Enfatizado (The New Testament Critically Emphasised) foi publicado pela primeira vez em 1872.
No entanto, grandes avanços ocorreram na crítica textual durante a última metade do século 19 que culminou no O Novo Testamento no Grego Original (The New Testament in the Original Greek) conhecido como O Texto de Westcott e Hort, um reconhecimento aos editores Brooke Foss Westcott e Fenton John Anthony Hort.
Isso levou Rotherham a rever a sua tradução do Novo Testamento, por duas vezes, em 1878 e 1897, para ficar par dos desenvolvimentos acadêmicos.
Em 1890, a Sociedade Torre de Vigia de Bíblias e Tratados providenciou uma impressão especial, da segunda edição de O Novo Testamento de Rotherham (The New Testament Newly Translated and Critically Emphasised) preparado pelo tradutor bíblico britânico Joseph B. Rotherham.
A tradução de toda a Bíblia incluindo as Escrituras Hebraicas surgiu em 1902.  Rotherham baseou a sua tradução do Antigo Testamento, na edição da Bíblia hebraica do Dr C. D. Ginsburg, da  conhecida Masoretico-critical edition of the Hebrew Bible que teria antecipado pesquisas agora amplamente aceitas.  A tradução Rotherham continuou a ser reimpressa, ao longo dos anos, devido à riqueza de informações que apresenta.
John R Kohlenberger III, (Western Seminário MA) autor ou co-editor de mais de três dezenas de livros de referência e concordâncias de estudos bíblicos, afirma em seu prefácio para a impressão de 1994: "A Bíblia enfatizada é uma das mais inovadoras e bem pesquisadas traduções de todos os tempos, feito por um único indivíduo. A apresentação de ênfases e características gramaticais das línguas originais ainda premia o estudo cuidadoso.”
A Bíblia Enfatizada tornou-se conhecida por causa de sua literalidade e seu empenho de aproveitar plenamente a pesquisa que fora feita para criar um texto grego exato, e porque o leitor era ajudado por mecanismos empregados pelo tradutor a identificar a que palavras ou expressões se dava ênfase especial no texto grego.